# Sabanagrande
Sabanagrande é uma cidade hondurenha do departamento de Francisco Morazán.